# Xanadu (groupe allemand)
 (août 2022).
Si vous disposez d'ouvrages ou d'articles de référence ou si vous connaissez des sites web de qualité traitant du thème abordé ici, merci de compléter l'article en donnant les références utiles à sa vérifiabilité et en les liant à la section « Notes et références ».
Xanadu est un groupe musical allemand.

## Histoire
Le groupe se fait connaître lors de la sélection pour représenter l'Allemagne au concours Eurovision. Il prend la deuxième place en 1989 avec le titre Einen Traum für diese Welt et de nouveau en 1990 avec Paloma Blue composé avec Tony Hendrik.
Les membres du groupe changent souvent jusqu'à sa dissolution en 1992. Seuls David Brandes, Lyane Leigh et Uwe Haselsteiner sortiront des disques en solo. David Brandes et Lyane Leigh formeront le projet E-Rotic.

## Discographie
Albums
- 1990: Paloma Blue
- 1991: Ein Tag, eine Nacht...

Singles
- 1989: Einen Traum für diese Welt
- 1989: Wenn Du willst
- 1989: Insel Hinter'm Horizont
- 1990: Paloma Blue
- 1991: Ein Tag, eine Nacht, eine Stunde
- 1991: Brennendes Herz
- 1992: Charline
- 1992: Liebe lebt
- 2003: Vaya Con Dios
- 2015: Charlene 2.0
- 2020: Alle Macht Den Träumen 2020

## Source de la traduction
- (de) Cet article est partiellement ou en totalité issu de l’article de Wikipédia en allemand intitulé « Xanadu (Band) » (voir la liste des auteurs).